# 新潮新人賞
新潮新人賞（しんちょうしんじんしょう）は、新潮社が主催する純文学の公募新人文学賞である。受賞作の発表は同社が刊行する文芸誌『新潮』で行われる。毎年3月31日締め切り。
純文学系の公募している新人賞には他に、文學界新人賞、群像新人文学賞、すばる文学賞、文藝賞、太宰治賞などがある。

## 概要
- 1968年、新潮文芸振興会が三大新潮賞のひとつとして開始した。
  - 当時の名称は新潮文学新人賞。
  - 同人雑誌賞の後継として運営されていたため、選考対象も『新潮』に応募された同人雑誌の中から、編集部による選考を経て『新潮』3月号の同人雑誌特集に掲載された作品とされていた。
  - 受賞作は『新潮』5月号に再掲載され、受賞者には記念品と副賞として賞金20万円が、また受賞者の所属同人雑誌にも賞金10万円が授与された。
- 第4回から応募規定を変更し公募新人賞となる。対象は小説のみ。
  - 候補作は『新潮』6月号に掲載され、受賞作は『新潮』8月号に再掲載された。
  - 受賞者には記念品と副賞として賞金は30万円が授与された。
- 第10回から候補作の掲載をやめ、受賞作が『新潮』8月号に掲載されるのみとなった。
- 第20回より主催が『新潮』編集部に移行する。
  - 規定が変更され、小説・評論・ノンフィクションを対象とする賞となる。
  - 副賞の賞金が50万円に増額される。
  - 受賞作の掲載が『新潮』11月号になる。
- 第31回より新潮新人賞と名を改め、同時に小説部門と評論・ノンフィクションの2部門制に変更した。
- 2008年の第40回より評論・ノンフィクション部門を廃止し、小説のみの募集となった。
- 現在、受賞作は『新潮』11月号に掲載され、受賞者には正賞として特製記念ブロンズ楯、副賞として50万円が授与される。

## 受賞作の一覧

### 小説部門
| 回（年）         | 応募総数 | 受賞作                               | 枚数       | 受賞者     | 掲載                 | 備考              |
| ---------------- | -------- | ------------------------------------ | ---------- | ---------- | -------------------- | ----------------- |
| 第1回（1969年）  | 170編    | 「ママは知らなかったのよ」           |            | 北原亞以子 | 『新潮』1969年5月号  |                   |
| 第2回（1970年）  | 120編    | 「老父」                             |            | 倉島斉     | 『新潮』1970年5月号  |                   |
| 第3回（1971年）  | 205編    | 「しかして塵は―」                    |            | 須山静夫   | 『新潮』1971年5月号  |                   |
| 第4回（1972年）  | 120編    | 「魔法」                             |            | 山本道子   | 『新潮』1972年5月号  |                   |
| 第5回（1973年）  | 570編    | 「流蜜のとき」                       |            | 太田道子   | 『新潮』1973年8月号  | 第70回芥川賞候補  |
| 第5回（1973年）  | 570編    | 「剥製博物館」                       |            | 泉秀樹     | 『新潮』1973年8月号  |                   |
| 第6回（1974年）  | -        | 該当作なし                           | 該当作なし | 該当作なし | 該当作なし           | 該当作なし        |
| 第7回（1975年）  | 360編    | 「浮遊」                             |            | 宮本徳蔵   | 『新潮』1975年8月号  |                   |
| 第8回（1976年）  | 350編    | 「ウォークライ」                     |            | 笠原淳     | 『新潮』1976年8月号  |                   |
| 第9回（1977年）  | 570編    | 「榧の木祭り」                       |            | 高城修三   | 『新潮』1977年8月号  | 第78回芥川賞受賞  |
| 第10回（1978年） | 485編    | 該当作なし                           | 該当作なし | 該当作なし | 該当作なし           | 該当作なし        |
| 第10回（1978年） | 485編    | 【佳作】「チャズ」                   |            | 替田銅美   | 『新潮』1978年7月号  |                   |
| 第10回（1978年） | 485編    | 【佳作】「紫陽花を踏め」             |            | 野瀬圭子   | 『新潮』1978年7月号  |                   |
| 第11回（1979年） | 613編    | 該当作なし                           | 該当作なし | 該当作なし | 該当作なし           | 該当作なし        |
| 第11回（1979年） | 613編    | 【佳作】「毛鉤」                     |            | 田中知太郎 | 『新潮』1979年7月号  |                   |
| 第11回（1979年） | 613編    | 【佳作】「坂の辛夷」                 |            | 別所真紀子 | 『新潮』1979年7月号  |                   |
| 第11回（1979年） | 613編    | 【佳作】「雨」                       |            | 中岡典子   | 『新潮』1979年7月号  |                   |
| 第12回（1980年） | 715編    | 「二十歳の朝に」                     |            | 木田拓雄   | 『新潮』1980年7月号  |                   |
| 第12回（1980年） | 715編    | 「僕の出発」                         |            | 運上旦子   | 『新潮』1980年7月号  |                   |
| 第13回（1981年） | 718編    | 「橋の上から」                       |            | 川勝篤     | 『新潮』1981年7月号  |                   |
| 第13回（1981年） | 718編    | 「幻の川」                           |            | 小田泰正   | 『新潮』1981年7月号  |                   |
| 第14回（1982年） | 811編    | 「カメ男」                           |            | 小磯良子   | 『新潮』1982年7月号  |                   |
| 第14回（1982年） | 811編    | 「野餓鬼のいた村」                   |            | 加藤幸子   | 『新潮』1982年7月号  |                   |
| 第15回（1983年） | 763編    | 「ハイデラパシャの魔法」             |            | 左能典代   | 『新潮』1983年7月号  |                   |
| 第16回（1984年） | 734編    | 「星からの風」                       |            | 青木健     | 『新潮』1984年8月号  |                   |
| 第16回（1984年） | 734編    | 「夏の淵」（『夏の記憶』と改題）     |            | 高瀬千図   | 『新潮』1984年8月号  | 第92回芥川賞候補  |
| 第17回（1985年） | 785編    | 「過越しの祭り」                     |            | 米谷ふみ子 | 『新潮』1985年7月号  | 第94回芥川賞受賞  |
| 第18回（1986年） | 750編    | 該当作なし                           | 該当作なし | 該当作なし | 該当作なし           | 該当作なし        |
| 第19回（1987年） | 817編    | 「カワセミ」                         |            | 図子英雄   | 『新潮』1987年7月号  | 第98回芥川賞候補  |
| 第20回（1988年） | 713編    | 「温かな素足」                       |            | 上田理恵   | 『新潮』1988年11月号 |                   |
| 第21回（1989年） | 715編    | 「縄文流」                           |            | 杉山恵治   | 『新潮』1989年11月号 |                   |
| 第22回（1990年） | 711編    | 「ランタナの花が咲く頃に」           |            | 長堂英吉   | 『新潮』1990年11月号 |                   |
| 第22回（1990年） | 711編    | 「ドッグ・デイズ」                   |            | 藤枝和則   | 『新潮』1990年11月号 |                   |
| 第23回（1991年） | 691編    | 「十二階」                           |            | 小口正明   | 『新潮』1991年11月号 |                   |
| 第24回（1992年） | 671編    | 「螺旋の肖像」                       |            | 別唐晶司   | 『新潮』1992年11月号 |                   |
| 第24回（1992年） | 671編    | 「カワサキタン」                     |            | 中山幸太   | 『新潮』1992年11月号 |                   |
| 第25回（1993年） | 718編    | 「骸骨山脈」                         |            | 野間井淳   | 『新潮』1993年11月号 |                   |
| 第26回（1994年） | 814編    | 該当作なし                           | 該当作なし | 該当作なし | 該当作なし           | 該当作なし        |
| 第27回（1995年） | 918編    | 「紅栗」                             |            | 冬川亘     | 『新潮』1995年11月号 |                   |
| 第28回（1996年） | 976編    | 「マンモスの牙」                     |            | 小山右人   | 『新潮』1996年11月号 |                   |
| 第29回（1997年） | 978編    | 「叶えられた祈り」                   |            | 萱野葵     | 『新潮』1997年11月号 |                   |
| 第30回（1998年） | 1002編   | 「底抜け」                           |            | 青垣進     | 『新潮』1998年11月号 |                   |
| 第31回（1999年） | 916編    | 「クレア、冬の音」                   |            | 遠藤淳子   | 『新潮』1999年11月号 |                   |
| 第32回（2000年） | 1058編   | 「生活の設計」                       |            | 佐川光晴   | 『新潮』2000年11月号 |                   |
| 第33回（2001年） | 1025編   | 「グラウンド」（「よしわら」に改題） |            | 鈴木弘樹   | 『新潮』2001年11月号 | 第126回芥川賞候補 |
| 第34回（2002年） | 1062編   | 「フェイク」                         |            | 犬山丈     | 『新潮』2002年11月号 |                   |
| 第34回（2002年） | 1062編   | 「銃」                               |            | 中村文則   | 『新潮』2002年11月号 | 第128回芥川賞候補 |
| 第35回（2003年） | 1275編   | 「四十日と四十夜のメルヘン」         |            | 青木淳悟   | 『新潮』2003年11月号 |                   |
| 第35回（2003年） | 1275編   | 「家畜の朝」                         |            | 浅尾大輔   | 『新潮』2003年11月号 |                   |
| 第36回（2004年） | 1518編   | 「真空が流れる」                     |            | 佐藤弘     | 『新潮』2004年11月号 |                   |
| 第37回（2005年） | 1940編   | 「冷たい水の羊」                     |            | 田中慎弥   | 『新潮』2005年11月号 |                   |
| 第38回（2006年） | 1885編   | 「ポータブル・パレード」             |            | 吉田直美   | 『新潮』2006年11月号 |                   |
| 第39回（2007年） | 1910編   | 「アウレリャーノがやってくる」       |            | 高橋文樹   | 『新潮』2007年11月号 |                   |
| 第40回（2008年） | 2077編   | 「クロスフェーダーの曖昧な光」       |            | 飯塚朝美   | 『新潮』2008年11月号 |                   |
| 第41回（2009年） | 2078編   | 「神キチ」                           |            | 赤木和雄   | 『新潮』2009年11月号 |                   |
| 第42回（2010年） | 2030編   | 「工場」                             |            | 小山田浩子 | 『新潮』2010年11月号 |                   |
| 第42回（2010年） | 2030編   | 「ののの」                           |            | 太田靖久   | 『新潮』2010年11月号 |                   |
| 第43回（2011年） | 1933編   | 「楽器」                             |            | 滝口悠生   | 『新潮』2011年11月号 |                   |
| 第44回（2012年） | 1870編   | 「肉骨茶」                           |            | 高尾長良   | 『新潮』2012年11月号 | 第148回芥川賞候補 |
| 第44回（2012年） | 1870編   | 「黙って喰え」                       |            | 門脇大祐   | 『新潮』2012年11月号 |                   |
| 第45回（2013年） | 2039編   | 「太陽」                             |            | 上田岳弘   | 『新潮』2013年11月号 | 第27回三島賞候補  |
| 第46回（2014年） | 1807編   | 「指の骨」                           |            | 高橋弘希   | 『新潮』2014年11月号 | 第152回芥川賞候補 |
| 第47回（2015年） | 1828編   | 「恐竜たちは夏に祈る」               |            | 高橋有機子 | 『新潮』2015年11月号 |                   |
| 第48回（2016年） | 1933編   | 「二人組み」                         |            | 鴻池留衣   | 『新潮』2016年11月号 |                   |
| 第48回（2016年） | 1933編   | 「縫わんばならん」                   |            | 古川真人   | 『新潮』2016年11月号 | 第156回芥川賞候補 |
| 第49回（2017年） | 1969編   | 「蛇沼」                             |            | 佐藤厚志   | 『新潮』2017年11月号 |                   |
| 第49回（2017年） | 1969編   | 「百年泥」                           |            | 石井遊佳   | 『新潮』2017年11月号 | 第158回芥川賞受賞 |
| 第50回（2018年） | 2099編   | 「いかれころ」                       | 180枚      | 三国美千子 | 『新潮』2018年11月号 | 第32回三島賞受賞  |
| 第51回（2019年） | 1972編   | 「尾を喰う蛇」                       | 230枚      | 中西智佐乃 | 『新潮』2019年11月号 |                   |
| 第52回（2020年） | 2042編   | 「わからないままで」                 | 130枚      | 小池水音   | 『新潮』2020年11月号 |                   |
| 第52回（2020年） | 2042編   | 「追いつかれた者たち」               | 220枚      | 濱道拓     | 『新潮』2020年11月号 |                   |
| 第53回（2021年） | 2396編   | 「彫刻の感想」                       | 160枚      | 久栖博季   | 『新潮』2021年11月号 |                   |
| 第54回（2022年） | 2630編   | 「世界地図、傾く」                   | 220枚      | 黒川卓希   | 『新潮』2022年11月号 |                   |
| 第55回（2023年） | 2788編   | 「海を覗く」                         | 240枚      | 伊良刹那   | 『新潮』2023年11月号 | 最年少受賞        |
| 第55回（2023年） | 2788編   | 「シャーマンと爆弾男」               | 110枚      | 赤松りかこ | 『新潮』2023年11月号 |                   |
| 第56回（2024年） | 2855編   | 「ダンス」                           | 110枚      | 竹中優子   | 『新潮』2024年11月号 |                   |
| 第56回（2024年） | 2855編   | 「さびしさは一個の廃墟」             | 150枚      | 仁科斂     | 『新潮』2024年11月号 |                   |

### 評論部門
| 回（年）         | 応募総数 | 受賞作                         | 受賞者     | 掲載                 | 備考       |
| ---------------- | -------- | ------------------------------ | ---------- | -------------------- | ---------- |
| 第31回（1999年） | 320編    | 「渦中であるということ」       | 酒井隆之   | 『新潮』1999年11月号 |            |
| 第32回（2000年） | 299編    | 「媒介と責任」                 | 中島一夫   | 『新潮』2000年11月号 |            |
| 第33回（2001年） | 250編    | 該当作なし                     | 該当作なし | 該当作なし           | 該当作なし |
| 第34回（2002年） | 133編    | 該当作なし                     | 該当作なし | 該当作なし           | 該当作なし |
| 第35回（2003年） | 86編     | 「〈一〉と〈二〉をめぐる思考」 | 松井博之   | 『新潮』2003年11月号 |            |
| 第36回（2004年） | 49編     | 該当作なし                     | 該当作なし | 該当作なし           | 該当作なし |
| 第37回（2005年） | 84編     | 該当作なし                     | 該当作なし | 該当作なし           | 該当作なし |
| 第38回（2006年） | 76編     | 該当作なし                     | 該当作なし | 該当作なし           | 該当作なし |
| 第39回（2007年） | 98編     | 「宮澤賢治の暴力」             | 大澤信亮   | 『新潮』2007年11月号 |            |

第39回をもって休止となった。

## 選考委員
- 第1回から第2回 - 大江健三郎、大岡昇平、尾崎一雄、永井龍男、安岡章太郎
- 第3回から第4回 - 大江健三郎、大岡昇平、尾崎一雄、武田泰淳、永井龍男
- 第5回 - 江藤淳、遠藤周作、大江健三郎、武田泰淳、安岡章太郎
- 第6回 - 江藤淳、遠藤周作、大江健三郎、開高健、安岡章太郎
- 第7回 - 江藤淳、大江健三郎、開高健、武田泰淳、安岡章太郎
- 第8回 - 江藤淳、遠藤周作、河野多恵子、三浦哲郎、安岡章太郎
- 第9回から第12回 - 大江健三郎、河野多恵子、佐伯彰一、三浦哲郎、安岡章太郎
- 第13回から第14回 - 開高健、河野多恵子、黒井千次、三浦哲郎、吉行淳之介
- 第15回 - 遠藤周作、開高健、河野多恵子、三浦哲郎、吉行淳之介
- 第16回から第19回 - 江藤淳、大庭みな子、加賀乙彦、中上健次、安岡章太郎
- 第20回から第22回 - 黒井千次、倉橋由美子、三浦雅士
- 第23回から第25回 - 木崎さと子、島田雅彦、高井有一
- 第26回から第28回 - 青野聰、津島佑子、久間十義
- 第29回から第30回 - 福田和也、別役実、李恢成
- 第31回から第33回 - 小川洋子、佐伯一麦、福田和也、別役実、李恢成
- 第34回から第36回 - 川上弘美、沼野充義、福田和也、保坂和志、町田康
- 第37回から第39回 - 浅田彰、阿部和重、小川洋子、福田和也、町田康
- 第40回から第42回 - 浅田彰、桐野夏生、福田和也、町田康、松浦理英子
- 第43回から第48回 - 川上未映子、桐野夏生、中村文則、福田和也、星野智幸
- 第49回から第51回 - 大澤信亮、川上未映子、鴻巣友季子、田中慎弥、中村文則
- 第52回から第54回 - 大澤信亮、小山田浩子、鴻巣友季子、田中慎弥、又吉直樹
- 第55回から - 上田岳弘、大澤信亮、小山田浩子、金原ひとみ、又吉直樹